# Ишлы
Ишлы́ (баш. Ишле) — село в Аургазинском районе Республики Башкортостан, администравтивный центр Ишлинского сельсовета.

## Географическое положение
Расстояние до:
- районного центра (Толбазы): 19 км,
- ближайшей железнодорожной станции (Белое Озеро): 43 км.

## История
В «Списке населенных мест по сведениям 1870 года», изданном в 1877 году, населённый пункт упомянут дважды: как деревни Ишлы и Ишлы (Ишлина) 1-го стана Стерлитамакского уезда Уфимской губернии. Располагались при речке Узяне, на Оренбургском почтовом тракте из Стерлитамака в Уфу (2-я деревня по его правую сторону), в 62 (соответственно в 60) верстах от уездного города Стерлитамака и в 17 (18) верстах от становой квартиры в деревне Толбазы (Адиль-Муратова). В деревнях, в 48 (93) дворах жили 608 (767) человек (288 (386) мужчин и 320 (381) женщин, татары в обеих деревнях, башкиры в 1-й деревне, тептяри во 2-й деревне), были мечеть, училище в обеих деревнях, а также почтовая станция в 1-й деревне, 3 водяные мельницы во 2-й деревне. Жители занимались земледелием, скотоводством, лесным промыслом в 1-й деревне.

## Население
| 2002 | 2009  | 2010 |
| ---- | ----- | ---- |
| 1108 | ↗1115 | ↘884 |

Жители преимущественно татары (89 %).

## Религия
В селе есть мечеть.

## Известные уроженцы
- Абдулла-Амин Зубаиров (1891—1963) — актёр Башкирского государственного театра драмы, народный артист БАССР (1935) и РСФСР (1949).
- Гатфан Сафин (1920—2012) — Герой Социалистического труда.